# Sebastian Bader
 Sebastian Bader  (nacido el 22 de enero de 1988) es un tenista profesional australiano. 

## Carrera
Su mejor ranking individual es el Nº 1498 alcanzado el 20 de febrero de 2012, mientras que en dobles logró la posición 226  el 5 de mayo de 2014.
Ha logrado hasta el momento 1 título de la categoría ATP Challenger Tour, así como también ha obtenido varios títulos Futures tanto en individuales como en dobles.

## Títulos; 1 (0 + 1)
| Leyenda                        | Individuales | Dobles |
| ------------------------------ | ------------ | ------ |
| Grand Slam (tenis)\|Grand Slam | 0            | 0      |
| ATP World Tour Finals          | 0            | 0      |
| ATP World Tour Masters 1000    | 0            | 0      |
| ATP World Tour 500 Series      | 0            | 0      |
| ATP World Tour 250 Series      | 0            | 0      |
| ATP Challenger Series          | 0            | 1      |

### Dobles
| N.º | Fecha      | Torneo                    | Superficie | Compañero | Oponentes en la final             | Resultado |
| --- | ---------- | ------------------------- | ---------- | --------- | --------------------------------- | --------- |
| 1.  | 03.05.2014 | Challenger de Tallahassee | Dura       | Ryan Agar | Björn Fratangelo Mitchell Krueger | 6-4, 7-63 |